# Puente-Caldelas (parroquia)
Puente-Caldelas (oficialmente Santa Eulalia de Ponte-Caldelas) es una parroquia española del municipio de Puentecaldelas, perteneciente a la provincia de Pontevedra, en la comunidad autónoma de Galicia. En 2023, tenía empadronados 2193 habitantes.